# Ахтадж
Ахтадж (перс. اختاج) — село в Ірані, у дегестані Алішар, у бахші Харкан, шахрестані Зарандіє остану Марказі. За даними перепису 2006 року, його населення становило 19 осіб, що проживали у складі 5 сімей.

## Клімат
Середня річна температура становить 10,45 °C, середня максимальна – 29,63 °C, а середня мінімальна – -11,54 °C. Середня річна кількість опадів – 260 мм.
| Клімат поселення                              | Клімат поселення | Клімат поселення | Клімат поселення | Клімат поселення | Клімат поселення | Клімат поселення | Клімат поселення | Клімат поселення | Клімат поселення | Клімат поселення | Клімат поселення | Клімат поселення | Клімат поселення |
| Показник                                      | Січ.             | Лют.             | Бер.             | Квіт.            | Трав.            | Черв.            | Лип.             | Серп.            | Вер.             | Жовт.            | Лист.            | Груд.            |                  |
| Середній максимум, °C                         | 5,02             | 6,42             | 10,57            | 17,46            | 22,33            | 28,25            | 29,63            | 29,36            | 24,80            | 18,49            | 11,92            | 6,20             |                  |
| Середня температура, °C                       | −3,26            | −1,85            | 2,30             | 9,20             | 14,06            | 19,98            | 23,75            | 23,46            | 18,92            | 12,60            | 6,02             | 0,30             |                  |
| Середній мінімум, °C                          | −11,54           | −10,13           | −5,98            | 0,92             | 5,78             | 11,71            | 17,86            | 17,57            | 13,01            | 6,72             | 0,12             | −5,59            |                  |
| Норма опадів, мм                              | 32               | 34               | 48               | 41               | 34               | 5                | 2                | 1                | 0                | 11               | 20               | 32               |                  |
| Середньомісячна швидкість вітру, м/с          | 1.63             | 2.35             | 2.92             | 3.12             | 2.66             | 2.49             | 2.45             | 2.38             | 2.19             | 2.08             | 1.82             | 1.45             |                  |
| Середньомісячна сонячна радіація, кДж/м²·день | 8610             | 11342            | 14143            | 17693            | 21787            | 26251            | 25959            | 23443            | 19994            | 14428            | 10463            | 8429             |                  |
| --------------------------------------------- | ---------------- | ---------------- | ---------------- | ---------------- | ---------------- | ---------------- | ---------------- | ---------------- | ---------------- | ---------------- | ---------------- | ---------------- | ---------------- |
| Джерело:                                      |                  |                  |                  |                  |                  |                  |                  |                  |                  |                  |                  |                  |                  |